# NexGen

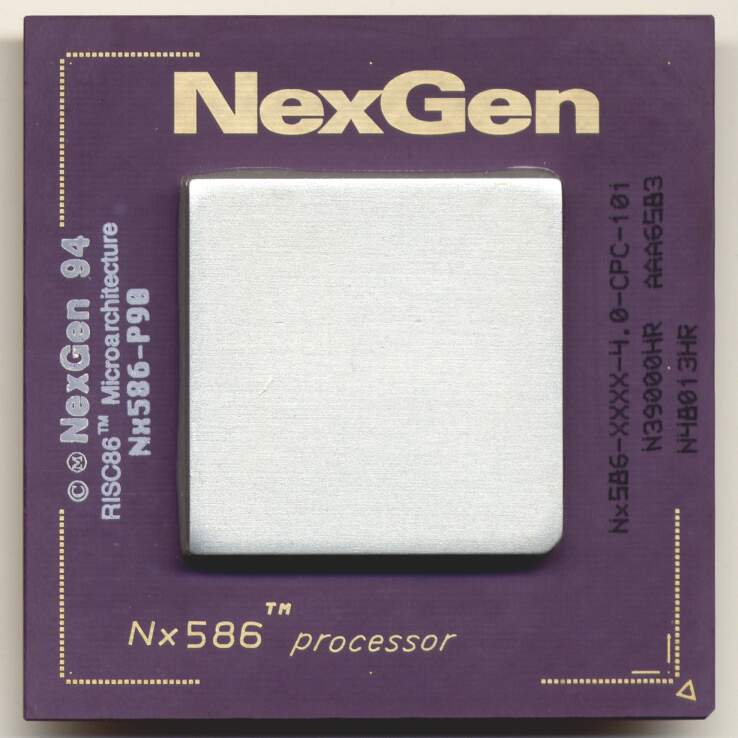
NexGen公司的Nx586-P90處理器

NexGen是一家私人控股的美国半導體公司，專門設計x86相容處理器，之後於1996年由AMD所收併。NexGen與他的競爭業者Cyrix相同，都是無廠半導體公司（Fabless），必須倚賴晶圓廠代為生產晶片。NexGen過去是交由IBM微電子部門代產。
NexGen成立於1986年，由Compaq、株式會社ASCII及Kleiner Perkins共同創辦。第一個設計是期望開發出80386相同世代等級的處理器，不過設計過於複雜、電路面積過於龐大，必須用8顆晶片才能等同於1顆晶片的功效；等到晶片數已經收斂減少後，整個業界已經轉移、進入80486世代了。
NexGen的第二顆設計是Nx586 CPU，於1994年推出，並嘗試與Intel的Pentium直接抗衡，這也是第一顆向Pentium發出挑戰的處理器。此時Nx586處理器的具體型款為Nx586-P80及Nx586-P90。與其他競爭業者（AMD、Cyrix）不同的，Nx586的接腳配置與Pentium不相容，以致必須搭配特有的晶片組與主機板才行。為此，NexGen推出兩款使用Nx586的主機板，一片支援VLB（VESA Local Bus），另一片支援PCI。
與AMD、Cyrix的Pentium級處理器一樣，在相同時脈頻率下，AMD、Cyrix的處理器效能皆超越Pentium；所以Nx586-P80以75MHz運作，Nx586-P90以84MHz運作。然而很不幸的，Nx586的效能勝過搭配82430LX、82430NX晶片組的Pentium，但Intel推出Pentium的新搭配晶片組82430FX（Triton）後就超越了Nx586，使Nx586的優勢難以維持。此外，Nx586不具浮點運算能力，必須額外搭配Nx587的浮點運算（協力）處理器才行。
不過，後續的Nx586也具有浮點運算能力，這是由IBM使用MCM（Multi-Chip Module）封裝技術來實現，將Nx586、Nx587兩個裸晶一同封裝，且接腳相容於過去的Nx586；此顆稱為Nx586-PF100，好與之前就已經推出的Nx586-P100（不具浮點運算能力）有所區別。
另外，Compaq在其產品文宣、展示、箱盒上使用586字樣，並以此對抗“Pentium”一詞，不過Compaq並沒有廣泛採用NexGen的處理器。
之後，AMD K5處理器的性能與銷售表現都低於預期，因此AMD買下NexGen，大量取得NexGen的設計團隊，並延續Nx586的設計來開發新處理器，以此成就了在商業上相當成功的AMD K6處理器。

## 外部連結
- CPU-INFO: NexGen Nx586, indepth processor history

- AMD: Nx586 Processor（页面存档备份，存于）

- cpu-world: Nx586 Processor（页面存档备份，存于）

- Nx586

- Nx686